# Lion tentant de saisir un papillon
Lion tentant de saisir un papillon est un tableau du peintre français Jean-Léon Gérôme. C’est une peinture à l'huile sur toile de 60 × 83 cm réalisée en 1889, et représentant un lion couché dans une grotte et qui ouvre sa gueule en direction d’un papillon. Il fait partie de la collection du Carnegie Museum of Art à Pittsburgh, à la suite d'un don de la famille Thomas H. Nimick, Jr. à la mémoire de Florence Lockhart Nimick.
Il s’agit d’une allégorie représentant la rivalité entre Gérôme sous les traits d’un lion et James Abbott McNeill Whistler sous les traits d’un papillon.
En effet, Gérôme a fait du lion son animal totem en raison de son deuxième prénom Léon et Whistler signait ses œuvres d’un monogramme en forme de papillon : JMW entremêlé.
La toile est signée en bas à droite sur la première pierre.
Il s’agit d’un des sujets préférés de l’artiste qui a réalisé de nombreuses toiles sur les félins, allant même jusqu’à posséder un vrai lion. Le musée possède par ailleurs La Nuit au désert.

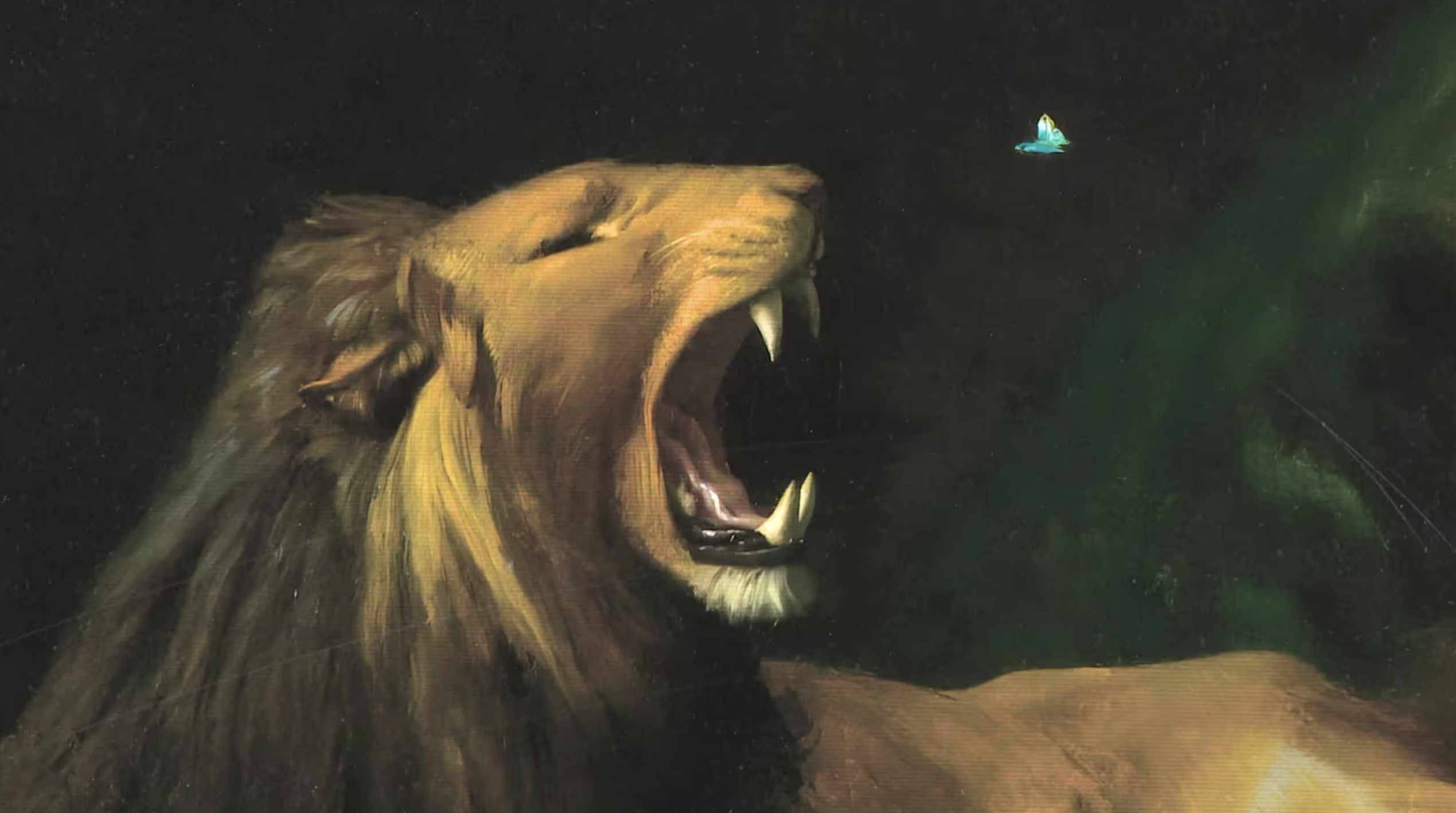
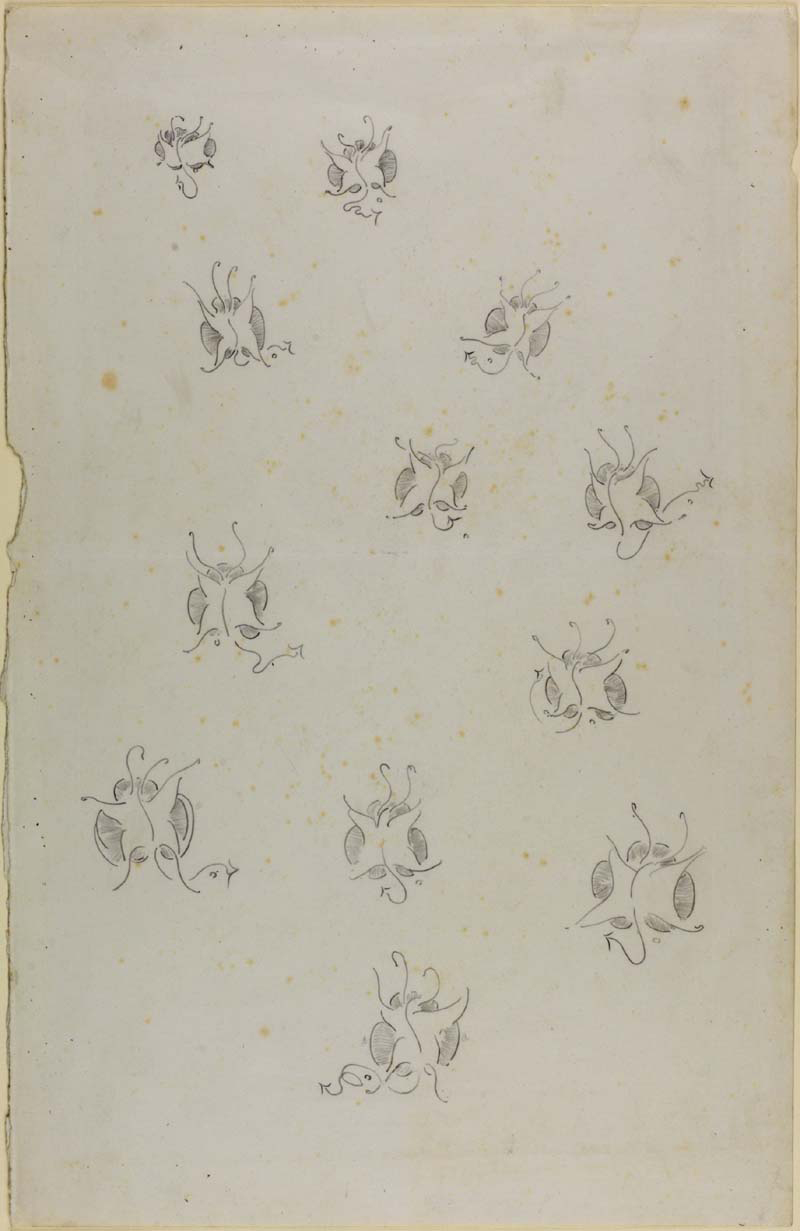